# William Abitbol
William Abitbol (ur. 6 września 1949 w Paryżu, zm. 22 grudnia 2016) – francuski polityk, poseł do Parlamentu Europejskiego V kadencji.

## Życiorys
Pochodził z rodziny tunezyjskiego Żyda i Chorwatki. Kształcił się w paryskim Instytucie Nauk Politycznych. W czasach studenckich należał do skrajnie prawicowej paramilitarnej organizacji Occident. W latach 70. pracował w gabinetach politycznych francuskich premierów.
Przez wiele lat należał do gaullistowskiego Zgromadzenia na rzecz Republiki. Współpracował blisko z Charles'em Pasqua, był członkiem jego gabinetu politycznego, gdy ten zajmował stanowisko ministra spraw wewnętrznych (1993–1995). Opowiadał się przy tym przeciwko proeuropejskiemu kursowi tego ugrupowania.
W wyborach w 1999 uzyskał mandat posła do Parlamentu Europejskiego z ramienia Rassemblement pour la France et l'Indépendance de l'Europe, komitetu łączącego eurosceptycznych działaczy partii gaullistowskiej i Ruch dla Francji Philippe'a de Villiers. W PE zasiadał najpierw we frakcji Unii na rzecz Europy Narodów, później w Grupie na rzecz Europy Demokracji i Różnorodności. Był wiceprzewodniczącym Komisji ds. gospodarczych i walutowych (1999–2002) oraz Komisji Spraw Konstytucyjnych (2002–2004).
Wkrótce po wyborach przyłączył się do tworzonego przez Charles'a Pasqua nowego ugrupowania suwerenistycznego – Zgromadzenia na rzecz Francji. W 2000 odszedł z tej formacji, krytykując jej lidera za wspieranie prezydenta Jacques'a Chiraca. W 2004 ubiegał się jednak (bez powodzenia) o reelekcję pod szyldem RPF.
W 2007 otworzył w Paryżu restaurację, w której zajął się także przygotowywaniem posiłków.